# التفجير التذكاري للإبادة الجماعية للأرمن في ألفيرفيل
التفجير التذكاري للإبادة الجماعية للأرمن في ألفورتفيل هو هجوم إرهابي قام به عضو تنظيم الذئاب الرمادية عبد الله كاتلي ودفع ثمنه جهاز الاستخبارات الوطنية التركي. وحدث ذلك التفجير في 3 مايو عام 1984 ، في منطقة مكتظة بالسكان الأرمن في ألفورتفيل، وهي إحدى ضواحي باريس.
كان الهدف المُحدد للهجوم هو نصب تذكاري مخصص لضحايا الإبادة الجماعية للأرمن في شارع ايتيان دوليت الذي تم افتتاحه في 24 أبريل 1984، في الذكرى 69 للإبادة الجماعية للأرمن. استنكرت الصحافة التركية النصب باعتباره «نصب كراهية». وبعد حوالي أسبوع من الافتتاح، تم الإبلاغ عن انفجار ثلاث قنابل في 3 مايو 1984، مما أدى إلى إصابة 13 شخصًا، منهم اثنان بجروح خطيرة. تعرض النصب التذكاري المصنوع من حجر خاتشكار لأضرار جسيمة بسبب الانفجارات. أدان رئيس بلدية ألفورتفيل في ذلك الوقت جوزيف فرانسيسكي، الذي كان يشغل أيضًا منصب وزير الدولة للأمن العام، ذلك الهجوم. كما أدان جان بوبرين السكرتير الوطني للحزب الاشتراكي في فرنسا الهجوم وأعرب عن تضامنه مع الأرمن في فرنسا.
بدأ التحقيق فور وقوع الهجوم. أفادت إحدى الصحف في وقت لاحق أن الهجوم كان تديره منظمة الاستخبارات الوطنية التركية. جاء قصف النصب التذكاري بعد عدة تفجيرات وقعت ضد المؤسسات والآثار الأرمنية في جميع أنحاء فرنسا، مثل تفجير المركز الثقافي الأرمني في الفورتفيل في عام 1983.
وقع هجوم ثانٍ مساء يوم 13 أبريل 2002؛ قام ثلاثة مهاجمين مجهولين بإلقاء ثلاثة قنابل مولوتوف على النصب، مما تسبب في تلف النصب التذكاري. وقع الهجوم في غضون أيام من الذكرى ال87 للإبادة الجماعية للأرمن. بدأت شرطة ألفورتفيل المحلية تحقيقات في ذلك التفجير ولكن لم يتم القبض على المهاجمين.